# Tin-112
Tin-112 of 112Sn is een isotoop van tin. Het is een van de tien stabiele isotopen van het element, naast tin-114, tin-115, tin-116, tin-117, tin-118, tin-119, tin-120, tin-122 en tin-124. Daarmee is tin het element met het hoogste aantal stabiele isotopen. De abundantie op Aarde bedraagt 0,97%. De isotoop wordt ervan verdacht via een dubbel bètaverval te vervallen tot de stabiele isotoop cadmium-112. 
{\displaystyle {\ce {{^{112}_{50}Sn}->{^{112}_{49}In}+{e^{+}}+{\nu }_{e}}}}
{\displaystyle {\ce {{^{112}_{49}In}->{^{112}_{48}Cd}+{e^{+}}+{\nu }_{e}}}}
Tin-112 bezit echter een halfwaardetijd die vele malen groter is dan de leeftijd van het universum en dus kan de isotoop de facto als stabiel beschouwd worden.
99Sn · 100Sn · 101Sn · 102Sn · 102mSn · 103Sn · 104Sn · 105Sn · 106Sn · 107Sn · 108Sn · 109Sn · 110Sn · 111Sn · 111mSn · 112Sn · 113Sn · 113mSn · 114Sn · 114mSn · 115Sn · 115m1Sn · 115m2Sn · 116Sn · 117Sn · 117m1Sn · 117m2Sn · 118Sn · 119Sn · 119m1Sn · 119m2Sn · 120Sn · 120m1Sn · 120m2Sn · 121Sn · 121m1Sn · 121m2Sn · 121m3Sn · 122Sn · 123Sn · 123m1Sn · 123m2Sn · 123m3Sn · 123m4Sn · 124Sn · 124m1Sn · 124m2Sn · 124m3Sn · 125Sn · 125mSn · 126Sn · 126m1Sn · 126m2Sn · 127Sn · 127mSn · 128Sn · 128mSn · 129Sn · 129mSn · 130Sn · 130m1Sn · 130m2Sn · 131Sn · 131m1Sn · 131m2Sn · 132Sn · 133Sn · 134Sn · 135Sn · 136Sn · 137Sn · 138Sn · 139Sn